# Список квазаров

В статье приводится список известных квазаров. Родственные объекты (лацертиды) в данный список естественно не входят.
Общий формат наименования квазаров имеет вид: Qxxxx±yy для эпохи B1950, или QSO Jxxxx±yyyy для эпохи J2000. Вместо x и y пишутся соответственно прямое восхождение и склонение. Иногда встречается обозначение с префиксом QSR.
Все квазары видны лишь в весьма крупные телескопы, и лишь наиболее яркий квазар — 3C 273 при благоприятных условиях наблюдения можно найти в крупный любительский телескоп.

## Общий список
Таблица заполнена в соответствии с вики-статьями соответствующих квазаров, где и указываются ссылки на авторитетные источники. Если в таблице значение параметра указано как «?», значит его значение отсутствует на вики-странице данного квазара. Отметка «—» означает, что значение параметра неизвестно науке.
| α = δ = | 12h 29m 06,6997s +02° 03′ 08,598′ |

| α = δ = | 01h 37m 41,2994s +33° 09′ 35,134′ |

| α = δ = | 22h 40m 30,0s +03° 21′ 30′ |

| α = δ = | 04h 52m 30,0s -29° 53′ 35′ |

| α = δ = | 11h 20m 01,48s +06° 41′ 24,3′ |

| α = δ = | 12h 28m 24.9s +31° 28′ 38′ |

| α = δ = | 13h 42m 08.10s 09° 28′ 38.61′ |

- SDSS J0927+2943

## Список квазаров с собственными именами
Ниже приводится список квазаров, имеющих собственные имена, не относящиеся к каким-либо обзорам, каталогам или спискам.
| Название        | Происхождение названия | Примечание |
| --------------- | --- | ---------- |
| Крест Эйнштейна | По учетверённому, гравитационным линзированием, виду этого квазара, образующего практически совершенный крест, а также в честь Эйнштейна, чья теория позволила предсказать и объяснить явление гравитационных линз. |            |

## Наиболее удалённые квазары
| Квазар          | Красное смещение | Примечания |
| --------------- | ---------------- | --- |
| J0313-1806      | z = 7,642        | Наиболее удалённый из обнаруженных квазаров (на 2021 год)                                                         |
| ULAS J1342+0928 | z = 7,54         | Был наиболее удалённым из известных науке квазаров с 2017 по 2021 год.                                            |
| ULAS J1120+0641 | z = 7,085        | Был наиболее удалённым из известных науке квазаров с 2011 по 2017 год. Первый квазар с красным смещением более 7. |
| PSO167-13       | z = 6,515        | Удалённый квазар                                                                                                  |

## Наиболее яркие квазары
| Место | Квазар                   | Данные                                                                                          | Примечания              |
| ----- | ------------------------ | ----------------------------------------------------------------------------------------------- | ----------------------- |
| 1     | SMSS J215728.21-360215.1 | Болометрическая светимость квазара составляет ~ 6.9 x 10^14 солнечных/~ 2.6 x 10^41 Ватт        | [ 4 ]                   |
| 2     | J0529-4351               | Болометрическая светимость квазара составляет ~ 6,13 x 10^14 солнечных/~ 2 x 10^41 Ватт         | [ 5 ] [ 6 ] [ 7 ] [ 8 ] |
| 3     | HS 1946+7658             | Болометрическая светимость квазара превышает 10^14 солнечных/10^41 Ватт                         | [ 9 ] [ 10 ]            |
| 4     | SDSS J155152.46+191104.0 | Светимость квазара превышает 10^41 Ватт                                                         | [ 11 ] [ 12 ]           |
| 5     | HS 1700+6416             | Светимость квазара превышает 10^41 Ватт                                                         | [ 13 ]                  |
| 6     | SDSS J010013.02+280225.8 | Светимость квазара составляет около 1,62 x 10^41 Ватт                                           | [ 14 ]                  |
| 7     | SBS 1425+606             | Светимость квазара превышает 10^41 Ватт. В оптическом диапазоне это самый яркий квазар с z > 3. | [ 15 ]                  |
| 8     | SDSS J074521.78+473436.2 |                                                                                                 | [ 16 ] [ 17 ]           |
| 9     | S5 0014+81               |                                                                                                 | [ 13 ] [ 18 ]           |
| 10    | SDSS J160455.39+381201.6 | z = 2,51, M(i) = 15,84                                                                          |                         |
| 11    | SDSS J085543.40-001517.7 |                                                                                                 | [ 19 ]                  |

### Группы исследованияквазарови другихАЯГ
- Метсахови
- F-GAMMA
- OVRO 40m Telescope